# NGC 7191
NGC 7191 is een balkspiraalstelsel in het sterrenbeeld Indiaan. Het hemelobject werd op 22 juni 1835 ontdekt door de Britse astronoom John Herschel.

## Synoniemen
- ESO 108-13
- IRAS 22031-6452
- PGC 68059